# Lycurgus van Arcadië
Lycurgus (Oudgrieks: Λυκοῦργος / Lykourgos) was de zoon van Aleus en Neaera.
Hij was aldus de broer van Cepheus en Auge. Hij was koning van Nemea in Arcadië en bij Cleophyle, Eurynome of Antinoë vader van Ancaeus, Epochus, Amphidamas en Iasus.
Hij overviel Areïthoüs, koning van het Boeotische Arne, in een holle weg, velde hem en ontnam hem zijn wapen (een knots), dat hij later aan zijn dienaar Ereuthalion naliet.
Volgens de scholia op de Argonautica, werd Ereuthalion zelf overwonnen door Lycurgus, die in een hinderlaag lag tegen hem en hem overwon in het daaropvolgende gevecht. De Arcadiërs vierden een feest genaamd Moleia ter herdenking van deze mythische gebeurtenis (μωλος / mōlos zou een woord voor "gevecht" zijn geweest volgens de scholiast), en bewezen in het algemeen eer aan Lycurgus.